# Bolbelasmus bocchus
Bolbelasmus bocchus là một loài bọ cánh cứng trong họ Geotrupidae. Loài này được Erichson miêu tả khoa học năm 1841.